# Original Soundtracks No. 1
Original Soundtracks No. 1 is een album van de Passengers, een samenwerking tussen U2 en Brian Eno. Van de nummers op de cd is één als single uitgebracht: Miss Sarajevo.

## Tracks
1. "United Colours" – 5:31
2. "Slug" – 4:41
3. "Your Blue Room" – 5:28
4. "Always Forever Now" – 6:24
5. "A Different Kind of Blue" – 2:02
6. "Beach Sequence" – 3:25
7. "Miss Sarajevo" – 5:41
8. "Ito Okashi" – 3:25
9. "One Minute Warning" – 4:40
10. "Corpse (These Chains are Way Too Long)" – 3:35
11. "Elvis Ate America" – 2:59
12. "Plot 180" – 3:41
13. "Theme from The Swan" – 3:24
14. "Theme from Let's Go Native" – 3:07

In Japan stond er een bonustrack op het album:
1. "Bottoms (Watashitachi No Ookina Yume)" (Zoo Station Remix) (Instrumentaal) 4:11

## Bezetting
- Brian Eno - sequencer, synthesizer, keyboard, gitaar, zang,
- Bono - zang, gitaar, piano
- The Edge - gitaar, zang
- Adam Clayton - basgitaar
- Larry Mullen jr. - drums, synthesizer
- Luciano Pavarotti - zang bij "Miss Sarajevo"
- Holi - zang
- Howie B- zang
- Craig Armstrong
- Paul Barrett
- Des Broadbery
- David Herbert
- Holger Zschnderlein
- Chuck D

Bono · The Edge · Adam Clayton · Larry Mullen jr.